# Tre År Försent
Tre År Försent, punkbandet Incest Brothers första egna album. Släpptes 1984 på skivbolaget Rosa Honung.

## Låtarna på albumet
1. Dom Lurar Mig
2. Gör Det
3. Köpt Identitet
4. Landsförrädare
5. Dödens Väntrum
6. 1a Maj